# Kurt Geiger (Politiker)
Kurt Geiger (* 4. September 1914 in Stuttgart; † 19. Oktober 2009) war ein baden-württembergischer Politiker der CDU.

## Ausbildung
Geiger studierte von 1934 bis 1938 Rechtswissenschaften an der Eberhard Karls Universität Tübingen und wurde dort Mitglied der Studentenverbindung AV Igel. 1941 wurde er in Tübingen zum Dr. iur. promoviert.

## Politische Tätigkeit
Im April 1950 wurde er als Amtsverweser im Landkreis Tuttlingen eingesetzt, später wurde er dort zum Landrat gewählt. Von 1956 bis 1962 vertrat er außerdem für die CDU den Wahlkreis Tuttlingen im Landtag von Baden-Württemberg. In seiner Tuttlinger Zeit widmete sich Geiger der Sanierung des Krankenhauswesens sowie dem Schulhaus- und Straßenbau. Er setzte sich auch für den Ausbau der Bahnstrecke Horb–Tuttlingen ein. Die Vorarbeiten zum Autobahnbau der A 81 fielen ebenfalls in seine Amtszeit.
1962 trat er von seinen Ämtern als Landrat und Landtagsabgeordneter zurück und in den Landesdienst als Ministerialdirektor und Amtschef des Innenministeriums ein. Er arbeitete in dieser Funktion bis zu seiner Pensionierung Ende März 1978 unter den Ministern Hans Filbinger, Walter Krause, Karl Schiess und Lothar Späth.

## Sonstige Ämter, Ehrungen und Auszeichnungen
Ehrenamtlich war Kurt Geiger lange Jahre Vorsitzender des DRK-Kreisverbandes Tuttlingen. Aufgrund seiner Verdienste für das Deutsche Rote Kreuz im Kreis Tuttlingen wurde er nach seinem Weggang zum Ehrenvorsitzenden ernannt. Von 1977 bis 1987 war er Präsident des DRK-Landesverbandes Baden-Württemberg.
Er war Träger des Großen Verdienstkreuzes des Verdienstordens der Bundesrepublik Deutschland, 1962 des Ehrenzeichens des Deutschen Roten Kreuzes sowie der Verdienstmedaille des Landes Baden-Württemberg.